# Harold Nelson
Harold Nelson (William Harold „Harry“ Nelson; * 26. April 1923; † 1. Juli 2011 in Nelson) war ein neuseeländischer Langstreckenläufer.
Bei den Olympischen Spielen 1948 in London schied er über 5000 m im Vorlauf aus und erreichte über 10.000 m nicht das Ziel.
1950 siegte er bei den British Empire Games in Auckland über sechs Meilen und gewann Silber über drei Meilen.
Zweimal wurde er Neuseeländischer Meister über drei Meilen (1947, 1948), einmal über sechs Meilen (1948) und zweimal im Crosslauf (1946, 1951). 

## Persönliche Bestzeiten
- Drei Meilen: 14:19,6 min, 1948
- Sechs Meilen: 30:29,6 min, 4. Februar 1950, Auckland